# Tettau
Tettau là một đô thị thuộc huyện Kronach trong bang Bayern của nước Đức.